# Xã Little Beaver, Quận Lawrence, Pennsylvania
Xã Little Beaver (tiếng Anh: Little Beaver Township) là một xã thuộc quận Lawrence, tiểu bang Pennsylvania, Hoa Kỳ. Năm 2010, dân số của xã này là 1.411 người.